# Corder (Missouri)
Corder è un comune degli Stati Uniti d'America, situato nello Stato del Missouri, nella contea di Lafayette.